# Mesechinus orientalis
Mesechinus orientalis — вид комахоїдних ссавців з родини їжакових (Erinaceidae). У результаті досліджень з використанням молекулярного, морфометричного та каріотипічного підходів виявлено, що зразки Аньхой і Чжецзян відрізняються від чотирьох раніше визнаних видів. Отже, офіційно описано новий вид Mesechinus orientalis. Це єдиний вид Mesechinus, що зустрічається у східному Китаї та географічно віддалений від усіх відомих конгенерів. Морфологічно новий вид найбільше схожий на M. hughi, але він відрізняється від цього виду меншим розміром, коротшими колючками та кількома черепними характеристиками. Mesechinus orientalis є сестрою лінії, що складається з M. hughi і M. wangi, від якої вона відокремилася приблизно через 1.10 млн років тому.